# Edward Mounier Boxer
Edward Mounier Boxer (1822-1898) fue un inventor inglés.

## Biografía
Edward M. Boxer fue un coronel de la Artillería Real.
- En 1855 fue nombrado Superintendente del Laboratorio Real del Arsenal Real de Woolwich.

Es conocido principalmente por dos de sus invenciones:
- El  "cohete Boxer" de 1865, un primitivo cohete de dos etapas, utilizado en el rescate en el mar[1]
- Su "Pistón Boxer" de 1866,  muy popular para cartuchos de percusión central.

Tuvo que competir con Hiram Berdan, inventor del "Pistón Berdan" también muy popular para cartuchos de percusión central.